# Gibson EB-3
El Gibson EB-3 és un baix elèctric produït per Gibson Guitar Corporation.
El model va ser introduït en 1961 i és la "versió baix" de la popular guitarra Gibson SG. Té un cos prim, a l'estil de la SG a escala 30.5" i 2 pastilles (un humbucker gran situat en la posició del màstil i un mini-humbucker en la posició del pont). L'electrònica consisteix en 4 interruptors (2 per volum i 2 per a to) en el qual cadascun va associat a una pastilla. El color estàndard de l'EB-3 és el cherry red, però també s'han produït en colors com Polaris White, Pelham Blue, i ebony.
El disseny d'aquest baix no va ser modificat durant els anys 60. En els 70, la ubicació de les pastilles en el cos va ser modificada i es va moure més a prop cap al pont, també es van usar materials diferents durant aquests anys. A més es va llançar un EB-3 de major escala (34"), model anomenat EB-3L (com els baixos produïts per Fender).
L'EB-3 va ser retirat del mercat a la fi de la dècada del 70. Actualment la Gibson produeix un baix anomenat "Gibson SG Bass" similar al disseny dels anys 60 però sense l'interruptor baríton i amb 3 controladors en comptes de 4. Epiphone compta amb versions de l'EB-3 de llarga i curta escala, molt similars a la versió dels 60.
Durant molts anys, l'EB-3 va ser usat per diversos baixistes. Jack Bruce ho va usar a la fi dels 60 i principis dels 70 gravant diverses de les clàssiques cançons de Cream. Bill Wyman de The Rolling Stones ho va utilitzar a principis dels 70. Altres usuaris són: Jim Lea (Slade), Ian Wagstaff (The Dirty Backbeats), Trevor Bolder (David Bowie), Mike Watt (Minutemen), Glenn Cornick (Jethro Tull), Chris White (The Zombies), Kim Gordon (Sonic Youth).